# 萊納赫巴赫河
49°54′05″N 9°49′01″E / 49.901404°N 9.816978°E
萊納赫巴赫河是德國的河流，位於該國東南部，由巴伐利亞負責管轄，屬於美因河的左支流，河道全長8.7公里，流域面積26.3平方公里。